# Bythites
Bythites is een geslacht van straalvinnige vissen uit de familie van naaldvissen (Bythitidae). Het geslacht is voor het eerst wetenschappelijk beschreven in 1835 door Reinhardt.

## Soorten
- Bythites fuscus Reinhardt, 1837
- Bythites gerdae Nielsen & Cohen, 1973
- Bythites islandicus Nielsen & Cohen, 1973